# Erhard Karkoschka
Erhard Karkoschka (ur. 6 marca 1923 w Morawskiej Ostrawie, zm. 26 czerwca 2009 w Stuttgarcie) – niemiecki kompozytor.

## Życiorys
W latach 1946–1953 uczył się kompozycji u Karla Marxa i dyrygentury u Gustava Koslika w Hochschule für Musik w Stuttgarcie, następnie w latach 1956–1959 studiował muzykologię u Waltera Gerstenberga i Georga Reicherta na Uniwersytecie w Tybindze, w 1959 roku uzyskując tytuł doktora na podstawie rozprawy o twórczości Antona Weberna. W latach 1948–1968 kierował chórem w Hohenheim, w latach 1958–1987 był wykładowcą Hochschule für Musik w Stuttgarcie. W 1962 roku założył Ensemble Neue Musik, od 1976 roku działające pod nazwą Contact Ensemble. W 1973 roku zorganizował w Stuttgarcie studio muzyki elektronicznej, którym kierował do 1989 roku. Od 1974 do 1980 roku był prezesem niemieckiej sekcji Międzynarodowego Towarzystwa Muzyki Współczesnej. W 1987 roku został wybrany na członka Freie Kunstakademie w Mannheimie.

## Twórczość
Karkoschka zaadaptował serialistyczną technikę Antona Weberna. Tworzył muzykę elektroniczną, często też posługiwał się notacją graficzną. Czołowe miejsce w twórczości Karkoschki zajmowało pojęcie czasu, w konsekwencji czego wysokości i barwa dźwięku podporządkowane są ogólnej idei kształtującej formę dzieła.
Był autorem prac Das Schriftbild der neuen Musik (1965), Analyse neuer Musik (1976), Neue Musik-Hören-Verstehen (1978), Hörerziehung mit neuer Musik (wspólnie z H. Haasem, 1982).

## Wybrane kompozycje
(na podstawie materiałów źródłowych)

### Utwory orkiestrowe
- Concertino na orkiestrę kameralną (1952)
- Symphonische Evolution aus zwei eigenen Themen (1953)
- Streichersonate (1954)
- Mały koncert na skrzypce i orkiestrę kameralną (1955)
- Polphone Studie na orkiestrę i fortepian obbligato (1956)
- Symphonia choralis über „Veni Sancte Spiritus” na orkiestrę dętą (1957)
- Undarum continuum (1960)
- vier stufen (1965)
- Variationen zu keinem Originalthema und aus diesem heraus (1974)
- Teleologies (1978)
- Entfalten na klarnet, wiolonczelę, perkusję, fortepian i orkiestrę (1982–1983)
- Kammermusik (1983–1984)

### Utwory kameralne
- Kwartet smyczkowy (1952)
- Divertimento na kwintet dęty (1952)
- Festmusik na 6 instrumentów dętych (1954)
- quattrologe na kwartet smyczkowy (1966)
- antinomie na kwintet dęty (1969)
- tempora mutantur na kwartet smyczkowy (1971)
- kammerkitsch na sopran, tenora, bas, 3 instrumenty i taśmę (1974)
- CHRONOS II: Komposition- Improvisation na 4 instrumenty (1975)
- im dreieck na 3 flety lub flet i stereofonię  (1975)
- links und rechts na flet, 2 mikrofony, wzmacniacz i głośnik (1976)
- Spiralend I–II na 15 fletów lub 3 flety i taśmę (1980)
- Aus einer Figur na 3 flety lub 3 flety i taśmę (1982)
- Bläsergedichte na kwintet instrumentów dętych drewnianych (1987)
- Nach Paul Celan na recytatora, gitarę, flet, klarnet, marimbę, altówkę i wiolonczelę (1988)
- Klangzeitspektakel na kwartet smyczkowy, komputer i projektor (1988)
- Zeitvariation na wiolonczelę (1993)

### Muzyka elektroniczna
- Drei Bilder aus der Offenbarung des Johannes (1960)
- LSD (1973)
- Improvisation (1974)
- CHRONOS I (1975)
- CHRONOS V (1976)
- Gag-Montagen (1977)
- Meditationsmiihle I–II (1982)
- Zeitmosaik I (1985)
- Skulpturmusik (1985)
- Geburtztaxtextelein (1989)

### Opera
- Orpheus? Oder Hadeshöhe (1990–1992)